# Xenodon guentheri
Espèce
Xenodon guentheri  est une espèce de serpents de la famille des Dipsadidae.

## Répartition
Cette espèce est endémique du Sud du Brésil. Elle se rencontre au Paraná et au Santa Catarina.

## Description
L'holotype de Xenodon guentheri mesure 430 mm dont 70 mm pour la queue.

## Étymologie
Cette espèce est nommée en l'honneur d'Albert Charles Lewis Günther.

## Publication originale
- Boulenger, 1894 : Catalogue of the Snakes in the British Museum (Natural History). Volume II., Containing the Conclusion of the Colubridæ Aglyphæ, p. 1-382 (texte intégral).